# Iwanauka (rejon kormański)
Iwanauka (biał. Іванаўка; ros. Ивановка, Iwanowka) – wieś na Białorusi, w obwodzie homelskim, w rejonie kormańskim, w sielsowiecie Wornauka.